# 格奥尔格·埃尔泽
约翰·格奥尔格·埃爾澤（德語：Johann Georg Elser，發音：[ˈɡeːɔʁk ˈɛlzɐ] ⓘ；1903年1月4日—1945年4月9日），木匠，红色阵线战士同盟成员，是一位反納粹人士。

## 生平

### 暗杀希特勒
1939年，埃爾澤试图在慕尼黑的贝格勃劳凯勒啤酒馆一年一度（11月8日）的啤酒馆政变纪念演说中暗殺希特勒。他花了30個晚上的時間，設置好埋藏在演講台後方的定時炸彈。但由於當天天氣狀況極差，希特勒原本返回柏林的飛機停飛，他只好臨時更改行程，提早結束演講以趕上一班特別班車。然而他剛好在炸彈爆炸前13分鐘離開，暗殺行動也因此失敗；在希特勒的座車到達火車站前，地窖被炸成一片灰燼，7人死亡。其中一人在之後傷重不治。就在當時埃爾澤正準備從康士坦茲偷偷進入到瑞士，但他帶著贝格勃劳凯勒啤酒馆的明信片，這讓海關人員心生疑竇；海關將他押解至慕尼黑，交於當地的秘密警察。埃爾澤一直被嚴刑問供，1945年4月9日才在達豪集中營處決（此時距離納粹無條件投降僅剩不到一個月）。

### 平反
由於在案發後納粹有意將此次事件渲染為自導自演的刺殺，使埃爾澤被當時盟軍高層認定為納粹份子，且埃爾澤在被關押於集中營受到了特殊待遇，導致其他囚犯都認為其為納粹按插在集中營的臥底，在戰後很長一段時間他都被認為是戰犯，直到1964年慕尼黑大學司法史教授洛塔爾·格魯赫曼在從東德走私而來的文件中發現蓋世太保對埃爾澤的審訊文件，使學界出現了埃爾澤的刺殺是真實而非自導自演的論點，1998年又拿到瑞士的有關紀錄，證實此次事件是埃爾澤自行策劃實施的而非納粹的自導自演。
後來這次暗殺行動也成為歷史上著名的一個如果問題（What if question）。